# 3-metilhistidina
La 3-metilhistidina (también conocida como π-Metil-L-histidina, 1-Metil-L-histidina, 3-(1-Metilimidazol-5-yl)-L-alanina) es 
uno de los aminoácidos semiesenciales. Aparece liberado una vez degradadas las proteínas miosina y actina, donde incluye un grupo funcional imidazol, el cual es típico en los aminoácidos aromáticos. Se forma por modificaciones translacionales de ciertos residuos de histidina de la cadena polipeptídica. 

## Descripción general
En 1993, MILLWARD y col., realizaron estudios en rata que demostraron que la 3-metilhistidina de la región esplácnica constituía entre el 20 y 40% de la excreción total en orina en situación normal, pero en 1989, Sjolin y col., observaron que menos del 10% de la excreción urinaria procede de la región esplácnica, siendo el músculo esquelético la fuente principal de dicha excreción y nos indica que es consecuencia del catabolismo de la proteína miofibrilar.

La 3-metilhistidina no puede ser reutilizada para la síntesis proteica en el músculo ya que el tRNA específico para este aminoácido es deficiente. Por tanto, no es metabolizada. Se excreta a través de la orina y obtenemos un índice de medida proporcional a la degradación de la proteína muscular.

## Biosíntesis
Después de la síntesis del enlace peptídico, en miosina y actina, se añade un radical metilo que dará lugar a la producción de 3-metilhistidina. Durante la degradación intracelular de dichas proteínas (miosina y activa) la 3MH es liberada y excretada a través de la orina.

## 3MH y balance de proteínas musculares
La 3MH es un aminoácido liberado en el proceso de catabolismo del tejido muscular. Después de ser liberado es rápidamente y cuantitativamente excretado en la orina sin ser reutilizado. Por lo tanto, reflejando la actividad de la degradación de proteínas musculares.

Estudios, realizados en ratas y en humanos, sobre la distribución en el tejido de la 3MH y sobre la cantidad de excreción mostraron que la diuresis de este aminoácido proporciona índices fiables de la tasa de proteínas miofibrilares degradadas en el tejido muscular.
Mediante esta técnica se ha observado que la fracción de proteínas musculares degradadas no es significativamente diferente en los ancianos comparado con jóvenes. Sin embargo, sabemos que la masa muscular es menor en las personas de mayor edad. Podemos afirmar que con la edad el proceso de degradación proteica a nivel general disminuye.
Asimismo, se ha observado una  disminución de la producción de 3MH en ratas en crecimiento y en personas obesas con restricción de proteínas.

### Medición de la masa muscular
Es posible, por tanto, utilizar la 3MH como marcador del catabolismo proteico muscular, ya que no está sujeto a ninguna otra vía metabólica diferente a la del catabolismo proteico en los diversos estados fisiológicos y patológicos.
Hay que tener en cuenta que una dieta baja en proteínas o baja en aporte energético puede influir en la tasa de eliminación de la 3-metilhistidina. 

En condiciones normales, este aminoácido es proporcional a la masa muscular de cada individuo, aunque debido a la variabilidad intraindividual puede haber un error del 10% al 20%.

Hay factores que pueden afectar a los valores de la cantidad de 3MH excretada: edad, género, madurez, estatus hormonal, grado de aptitud física, ejercicio intenso reciente, lesiones y enfermedad.

La masa muscular se obtiene aplicando la fórmula: 

M. Musc = (0,118 x 3-Mhist en μmol/dia) – 3,45

No obstante, parece existir una cantidad significativa de 3MH afuera del músculo esquelético, complicando más su uso como un índice de degradación de proteína de músculo esquelético. Hay varias investigaciones en curso que podrían confirmar este tema, pero es dudoso que este método se convierta, al menos por un tiempo, en una técnica rutinaria de valoración bioquímica.

### Valores normales en orina
Es necesario realizar una cromatografía de la orina para medir con precisión el aumento en los niveles de aminoácidos específicos.
- Niños: 42-135 μmol/dL
- Adultos: 64-320 μmol/dL

## Efectos sobre el organismo
El músculo esquelético es un tejido que participa en el metabolismo de proteínas del cuerpo. La 3-metilhistidina (3-MeHis) forma parte de la actina y miosina de este tejido. Uno de los métodos usados para estimar el equilibrio y el rendimiento de proteínas corporales es el método 3-MeHis. Este consiste en medir la pérdida de actina y miosina a partir de los niveles de 3-MeHis encontrados en una muestra de orina, ya que esta molécula se excreta directamente sin ser reutilizada para la síntesis de proteínas.
Los bebés prematuros enfermos tienen poca reserva calórica no proteica y, a la vez, necesitan un gran aporte calórico. Por ello necesitan un aporte de aminoácidos para poder afrontar una ingestión deficiente.
El ritmo de una disminución de masa muscular puede estimarse a partir de la excreción de orina de 3-MeHis y se sabe que se ve acelerado en presencia de enfermedades endocrinas y neuromusculares, o por inanición.
En bebés prematuros esta técnica se ha comprobado mediante estudios centrados en enfermos de insuficiencia respiratoria. Al final de estos se confirma que a medida que avanza la edad de gestación aumenta la cantidad de 3-MeHis.
Una disfunción renal podría dar lugar a errores en los resultados de las pruebas ya que la 3-MeHis se excreta exclusivamente por la orina. Pero como la 3-MeHis circulante por el cuerpo se mantiene y el rendimiento renal es constante mientras se toman las muestras, un aumento de 3-MeHis a causa de pérdida de masa muscular, se verá compensado por una eliminación proporcional de esta en la orina.
La información que aportan los niveles de 3-MeHis en orina aún no están del todo relacionados con la pérdida de masa muscular, debido al hecho que no se sabe cómo afectan la actina y la miosina no musculares, y que además la excreción de 3-MeHis no se relaciona con proteínas sarcoplasmáticas.
Otros estudios describen la variación de 3-MeHis mientras se entrenan la resistencia y el sprint corriendo. Analizando también muestras de orina se comprueba que previamente a un esfuerzo físico, realizado con suplementos de creatina, disminuyen las concentraciones de 3-MeHis, nitrógeno en urea, glutamina y ácido úrico. Después del esfuerzo físico, en cambio, los niveles de estas sustancias aumentan de nuevo.
La explicación de estos cambios en las concentraciones de 3-MeHis, entre otros, es que la creatina hace que disminuya el glucógeno muscular y la degradación proteica. Después del ejercicio pasaría algo contrario: la creatina produce una proteólisis, que resulta en un aumento de las concentraciones de 3-MeHis.

## Aplicaciones biomédicas
A causa de una irregular excreción del aminoácido 3-Metilhistidina, pueden derivar diferentes patologías. la causa principal son los balances negativos de Nitrógeno que aparecen por la excesiva desproteinización en los músculos. este hecho se manifiesta con un exceso de excreción de 3-Metilhistidina a través de la orina. Pero en esta medición también se debe tener en cuenta la dieta que el sujeto mantiene, ya que dependiendo de la cantidad de proteínas que se ingieran, en alimentos tales como la carne o el pescado, habrá más o menos actividad en el músculo, y por lo tanto más o menos excreción del aminoácido. 
El catabolismo miofibrilar y las roturas musculares son las principales causas de un exceso de 3-Metilhistidina en la orina. No obstante, podemos citar varias enfermedades que vienen justificadas también por unos niveles irregulares de este aminoácido. Por ejemplo la tirotoxicosis permite demostrar que las hormonas tiroideas tienen influencia en las roturas miofibrilares. en cambio un paciente con diabetes tendrá unos bajos niveles de 3-Metilhistidina en la orina puesto que una insulina defectuosa causa una baja de peso, por lo que nos encontramos también con una disminución de la síntesis de proteínas musculares.
Pero la excesiva excreción puede también resultar beneficiosa en unos casos. Por ejemplo, cuando una persona sufre hipotermia, puede tener muy baja concentración de 3-Metilhistidina. su excreción en este caso conllevaría un aumento de la temperatura.
La expulsión de este aminoácido es pues una medida experimental que permite detectas patologías en función de los rangos de variabilidad de los niveles que se han establecido para una persona normal.